# 6880 하야미유
6880 하야미유(6880 Hayamiyu)는 소행성대의 소행성으로 1994년 10월 13일 일본의 천문학자 오토모 사토루(大友 哲)에 의해 발견되었다. 본 소행성의 이름은 일본의 가수이자 배우 하야미 유에서 따왔다.